# Fallen (album de Burzum)
Pour les articles homonymes, voir Fallen.
Albums de Burzum
Belus
(2010) Umskiptar
(2012)
Fallen est le huitième album du projet musical solo de black metal norvégien Burzum du musicien Varg Vikernes, qui est sorti le 7 mars 2011.
L'art de la pochette est tiré de l'œuvre Douleur d'Amour (1899) du peintre français William Bouguereau.

## Liste des titres
| No | Titre                    | Traduction            | Durée |
| -- | ------------------------ | --------------------- | ----- |
| 1. | Fra verdenstreet         | De l'Arbre du Monde   | 1:02  |
| 2. | Jeg faller               | Je tombe              | 7:49  |
| 3. | Valen                    | Tombé                 | 9:21  |
| 4. | Vanvidd                  | Folie                 | 7:06  |
| 5. | Enhver til sitt          | Chacun pour soi       | 6:16  |
| 6. | Budstikken               | Le message            | 10:10 |
| 7. | Til hel og tilbake igjen | Aller retour vers Hel | 5:57  |